# Nørresundby SK
Nørresundby SK – duński klub szachowy z siedzibą w Nørresundby.

## Historia
Klub powstał w 1934 roku. Na początku lat 40. klub stał się jednym z silniejszych w Jutlandii Północnej, licząc w 1941 roku 41 członków. W 1945 roku rozpoczęto wydawanie klubowej gazetki, a pod koniec lat 40. utworzono klubową bibliotekę szachową. Klub liczył wówczas blisko 100 członków. W tym okresie rozgrywano prestiżowe mecze z drużynami ze Stavanger i Aalborga. W 1962 roku klub zadebiutował w ligowej formule mistrzostw kraju, rozpoczynając rozgrywki od 3. division. Natychmiastowo awansowano do 2. division, jednak w 1968 roku klub spadł do trzeciej ligi. W 1971 roku ponownie awansowano do 2. division, a w 1973 roku Nørresundby SK zadebiutował w 1. division. Po spadku rok później od sezonu 1975/1976 klub ponownie grał w 1. division. W 1976 roku uzyskano trzecią pozycję w mistrzostwach kraju, wynik ten powtórzono w roku 1980. W 1982 roku klub zdobył wicemistrzostwo Danii, a rok później zajął trzecie miejsce. W 1985 roku po raz kolejny uzyskano drugie miejsce w lidze. W tym okresie barwy klubu reprezentowali m.in. Aage Ingerslev i Jens Kølbæk. W 1995 roku zespół spadł do 2. division. W 1999 roku ponownie awansowano do 1. division, jednak sezon 1999/2000 szachiści klubu zakończyli spadkiem. W najwyższej duńskiej lidze rozgrywkowej Nørresundby SK występowało jeszcze w sezonach 2003/2004, 2005/2006, 2006/2007, 2009/2010, 2010/2011 i 2013/2014.